# Kris Marshall
Kristopher «Kris» Marshall (Bath, Inglaterra, 1 de abril de 1973) es un actor británico, conocido por encarnar al personaje de Nick Harper en la sitcom de la BBC My Family. También interpretó al personaje de Colin Frissell en Love Actually y a Troy en la comedia de Frank Oz Death at a Funeral.
En abril de 2013 se anunció que Marshall se incorporaría al reparto de la serie de la BBC Crimen en el paraíso, interpretando al detective Humphrey Goodman. Su personaje se presentó en el primer episodio de la tercera temporada.